# Csikász Imre

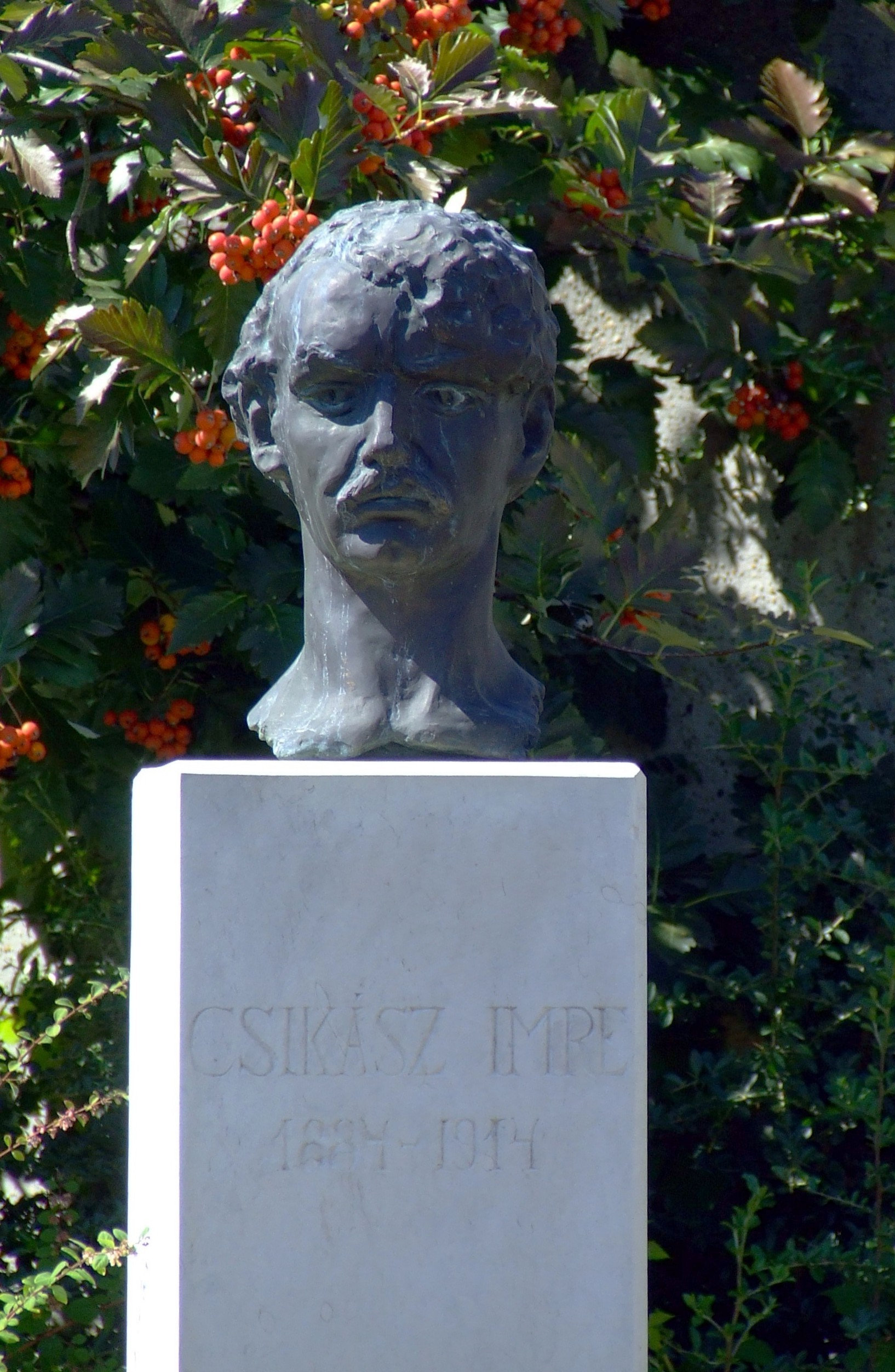
Csikász Imre szobra Veszprémben. Raffay Béla alkotása (1994)

Csikász Imre (Veszprém, 1884. május 9. – Budapest, 1914. január 3.) szobrászművész.

## Életpályája
A Veszprémi Piarista Gimnáziumban folytatott tanulmányait megszakítva fafaragó inas lett. Felszabadulása után, 1901-ben beiratkozott a budapesti Országos Magyar Iparművészeti Iskolába, ahol Mátrai Lajos, Pap Henrik és Udvardy Géza tanítványa volt. 1904-től 1906-ig Kaposváron Borovicz Imre épületszobrász segédjeként tevékenykedett, majd Hornig Károly veszprémi püspök anyagi támogatásával a müncheni képzőművészeti akadémián Balthasar Schmidt tanítványa volt. 1907-től 1910-ig Brüsszelben Charles van der Stappen irányításával dolgozott, eközben Jean Delville vezetésével alakrajzot is tanult. 1911-től magyar állami ösztöndíjjal egy évet töltött a Római Magyar Akadémián. Hazatérése után a Kecskeméti művésztelepen, majd a budapesti Százados úti művésztelepen alkotott. Tüdőbajban halt meg.

## Művészi pályája
A korszak magyar szobrászatának legígéretesebb tehetsége volt, aki azonban korai halála miatt e tehetségét csak részben tudta kibontakoztatni. Brüsszeli tartózkodása alatt erősen hatott rá Auguste Rodin művészete, de későbbi művei már eredeti felfogásról tanúskodnak. Szobrait az érzékeny, naturalista indíttatású plasztikai formálás és kiegyensúlyozott szemlélet jellemzi. Első jelentős sikerét az 1909-ben készített Ifjúság (más elnevezése: Vers des étoiles – Csillagok felé) című szobrával érte el, melyet a Műcsarnok kiállításáról megvásárolt a magyar állam. 1909-ben részt vett a Rákóczi-síremlék tervpályázatán. 1911-ben Ülő lány című művével elnyerte a Ráth György-díjat. 1913-ban a müncheni nemzetközi kiállításon Fiatal lány című szobrának elismeréseként bajor állami aranyérmet kapott. Nagyvázsony község megrendelésére készített Kinizsi-szobrát már nem tudta befejezni.

## Főbb művei
- Karoló leány (1907)
- Övedző fiú (1907)
- Krisztusfej (1908)
- Ifjúság (1909)

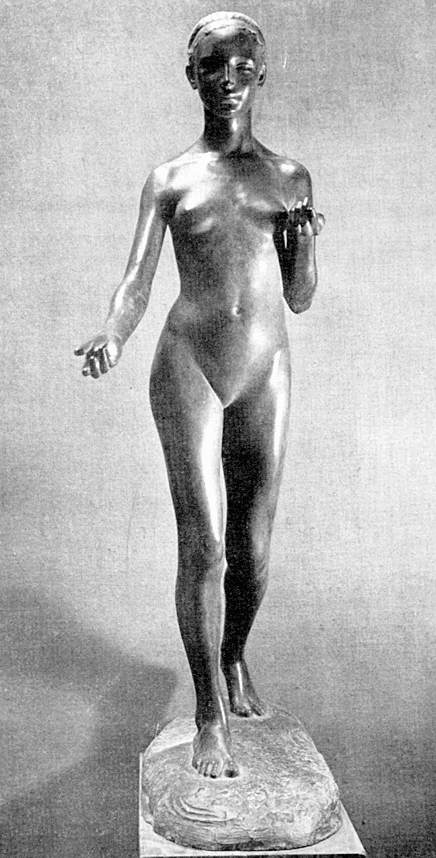
Fiatal lány (1912)

- Ülő lány (Budapest, Margitsziget, 1911)
- Fiatal lány (1912) (bronz, magasság 165 cm.) (MNG)
- Batsányi János-emléktábla (Veszprém)
- Álló leányakt (Budapest, Deák tér, felállítva: 1977)
- I. Ferenc József mellszobra (Veszprém, Vármúzeum)
- I. Ferenc József emléktábla (Veszprém, Érseki palota)

## Emlékezete

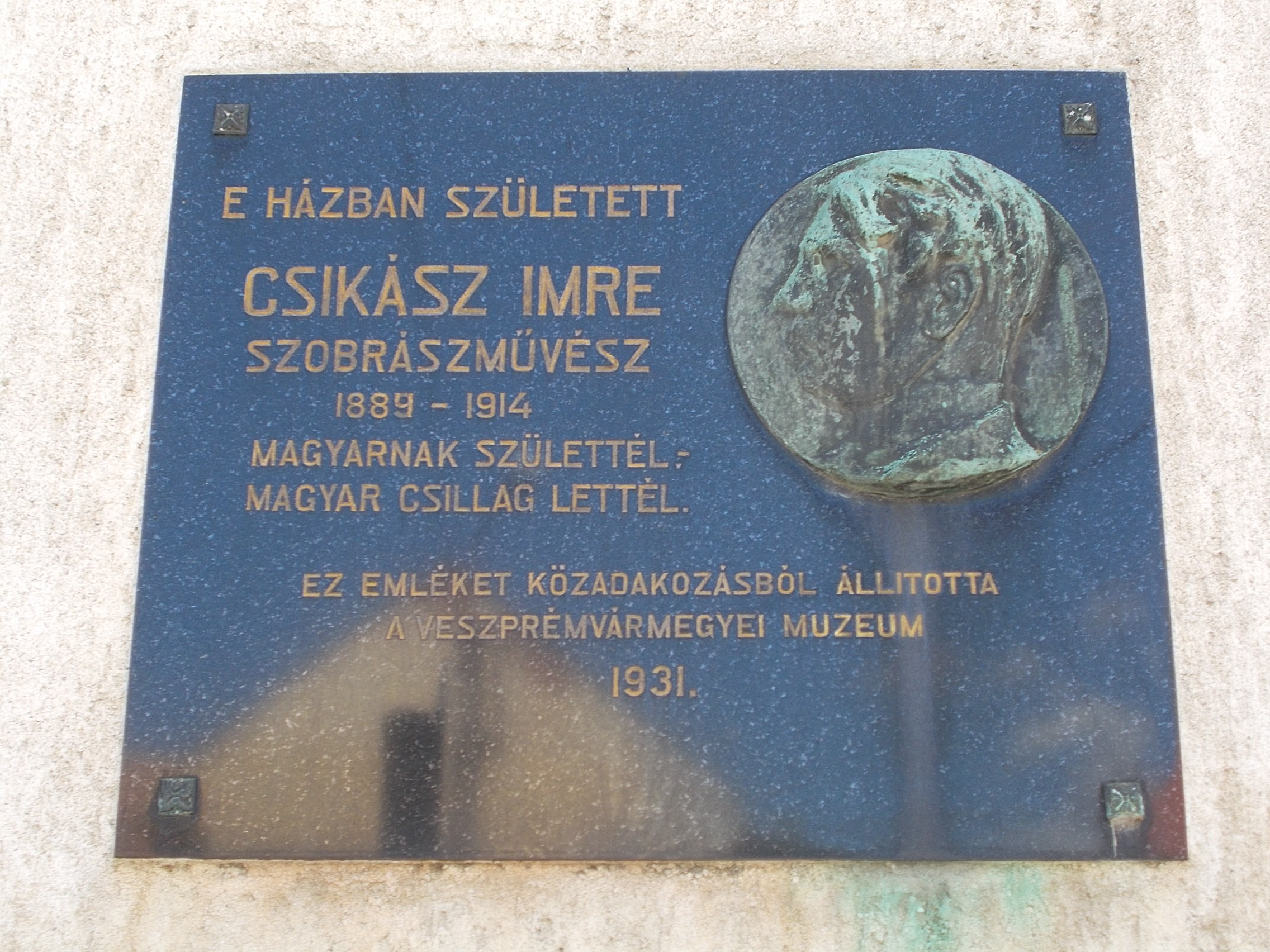
Emléktábla a szülőházán

Műveit 1932-ben, 1964-ben és 1984-ben Veszprémben emlékkiállításon mutatták be. Veszprémi szülőházán elhelyezett emléktábláját 1932-ben avatták fel. Veszprémben és Zircen utca viseli nevét. Veszprémben 1994-ben felavatott portrészobra Raffay Béla alkotása. Szobra áll még a Kecskeméti Cifrapalotában. Nevét viseli a veszprémi Csikász Galéria, amely kortárs képzőművészek munkáiból rendez tárlatokat. Műveit a Magyar Nemzeti Galéria és a veszprémi Laczkó Dezső Múzeum őrzi. Utóbbi előcsarnokában több mű is látható tőle.